# Géographie de l'Amérique du Nord

Localisation de l'Amérique du Nord

L'Amérique du Nord est le troisième plus grand des sept continents du globe, après l'Asie et l'Afrique, avec une superficie d'environ  23.7 millions de km2.
Il est situé dans les hémisphère nord et hémisphère ouest, entre l'océan Pacifique à l'ouest, l'océan Atlantique à l'est, l'Amérique du Sud, la mer des Caraïbes et les océans Atlantique et Pacifique au sud, et l'océan Arctique au nord.
En 2007, sa population est estimée à environ 542 millions d'habitants ce qui en fait le quatrième continent le plus peuplé de la planète.
L'Amérique du Nord est définie généralement par l'ensemble des terres et des îles se trouvant au nord de la frontière entre la Colombie et le Panama ; plus rarement par les territoires au nord du canal de Panama.
L'Amérique anglo-saxonne décrit le territoire composé principalement du Canada et des États-Unis, alors que la partie au nord de l'Amérique latine comprend le Mexique, les pays de l'Amérique centrale et des Caraïbes.

## Division géopolitique

Carte politique de l’Amérique du Nord

L’Amérique du Nord regroupe les pays suivants :
- Au nord-est du continent se trouve l’île du Groenland, la seconde plus grande île du monde (après l'Australie). Elle est partie intégrante de l’Amérique du Nord. Politiquement, c’est un territoire autonome du royaume du Danemark.
- Au nord se trouve le Canada ; de grandes îles au large des côtes du continent appartiennent au Canada :
  - l’île de Vancouver et les îles de la Reine-Charlotte à l’ouest,
  - l’île du Prince-Édouard, Terre-Neuve et l’île du Cap-Breton à l’est,
  - l’archipel arctique canadien avec l'île d’Ellesmere, l’île de Baffin, et l’île Victoria au nord ;
- Au large des côtes à l’est du Canada se trouve Saint-Pierre-et-Miquelon, un territoire rattaché à la France.
- Au centre se trouvent les États-Unis,
  - y compris les îles Aléoutiennes et l’Alaska ;
- À l'est au large de la Floride se trouvent les Bermudes (Royaume-Uni).
- Au sud, le Mexique.

L'Amérique centrale et les Antilles sont parfois incluses en Amérique du Nord.

## Géographie physique

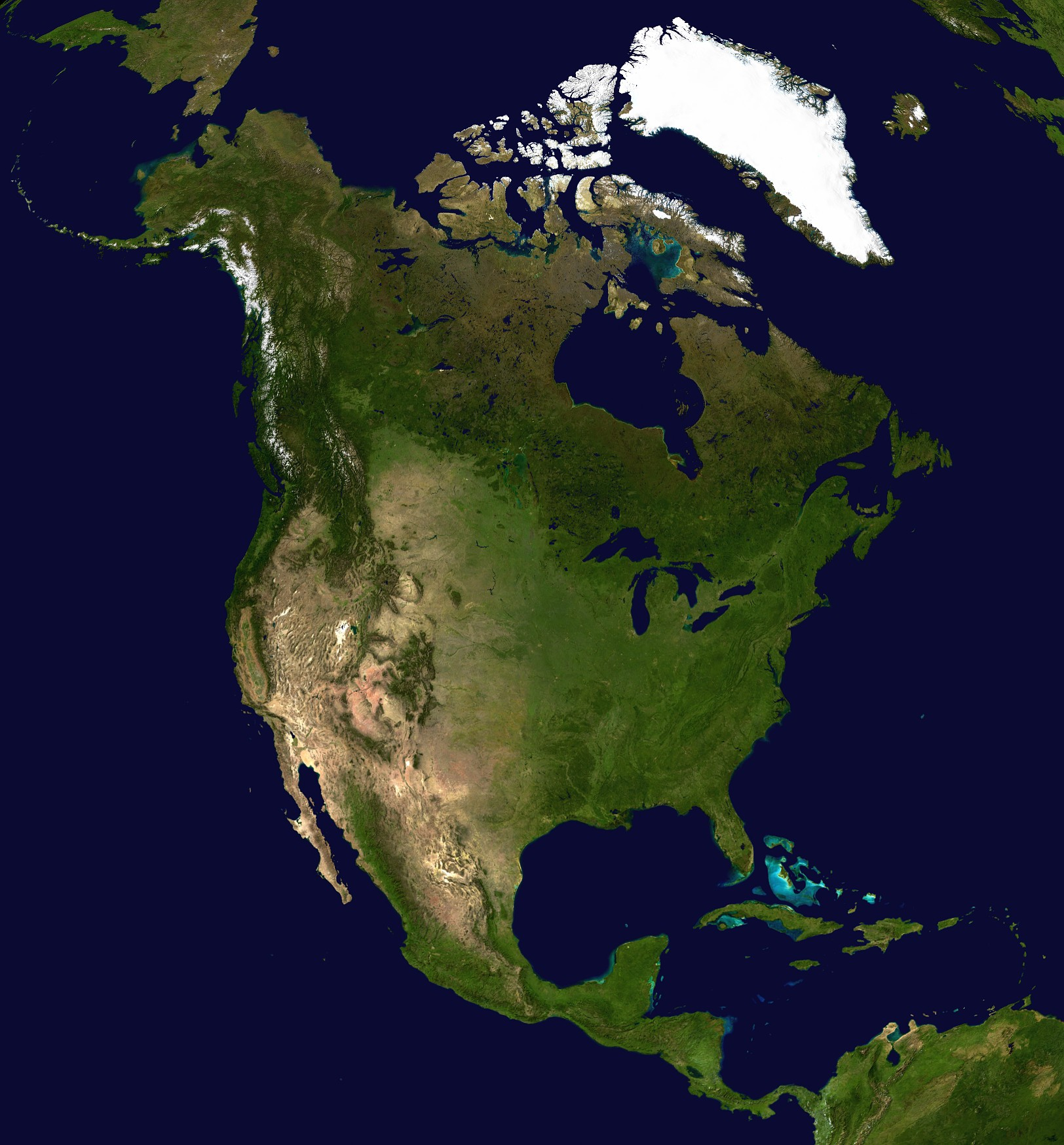
Vue satellite

### Relief
La disposition du relief nord-américain est longitudinale: la région se décompose en ensembles différenciés qui se succèdent d’est en ouest: la partie orientale est dominée par plaines littorales étroites au nord (Canada et Nouvelle-Angleterre) et plus larges au sud (Floride). Derrière ces espaces plats se trouvent des chaînes de montagnes peu élevées, de formation ancienne et érodées: les Appalaches ne dépassent guère les 2 000 mètres d’altitude. Le plateau des Laurentides constitue l’essentiel de la presqu’île du Labrador. En allant vers l’ouest, on rencontre des espaces relativement plats et peu élevés, parsemés de lacs (lac de l’Ours, lac des Esclaves, lac Winnipeg et les Grands Lacs). Plus au sud, la vallée du Mississippi représente l’épine dorsale du centre de l’Amérique du Nord. Ensuite, la région des Grandes Plaines puis le piémont des Rocheuses se succèdent à des altitudes de plus en plus hautes. L’Ouest de l’Amérique du Nord est une succession de chaînes plus ou moins parallèles qui constituent un obstacle à la circulation. Cet ensemble montagneux, plus large aux États-Unis qu’au Canada, est entrecoupé de hauts plateaux et de fossés d’effondrement. Les derniers espaces avant l’océan Pacifique se caractérisent par une grande activité volcanique et sismique: il s’agit d’une portion importante de la ceinture de feu du Pacifique.

### Climat et végétation
| Les principaux types d'habitats des États-Unis et du Canada | Carte des écorégions du Canada, des États-Unis et du Mexique |
| ----------------------------------------------------------- | ------------------------------------------------------------ |
|                                                             |                                                              |

### Records
- Point culminant : mont McKinley (6 190 mètres) en Alaska
- La température la plus élevée a été enregistrée dans la Vallée de la Mort : le 10 juillet 1913, un record de 56,7 °C a été mesuré à Badwater.
- Le plus grand lac est le lac Supérieur (83 000 km2)
- Le point le plus bas est dans la Vallée de la Mort, à l’ouest des États-Unis, 85,5 mètres sous le niveau de la mer.
- Les plus hautes dunes se trouvent dans le Colorado (Great Sand Dunes National Park and Preserve).